# Мошава
Мошава́ (ивр. מוֹשָׁבָה‎, букв. «колония, поселение») — разновидность еврейских сельскохозяйственных поселений в Палестине. Первые мошавот (в том числе Петах-Тиква) были основаны ещё до начала Первой алии, но в основном этот тип поселений сформировался в годы Первой алии и до начала Второй. В дальнейшем мошава как тип сельскохозяйственного поселения была вытеснена кибуцем и мошавом, ряд старых мошавот со временем превратились в города.

## Основание и развитие
Первой мошавой на территории Эрец-Исраэль стала Петах-Тиква, основанная в 1878 году группой переселенцев из Иерусалима. Основание Петах-Тиквы относится к периоду до начала Первой алии, но массовое создание еврейских сельскохозяйственных поселений началось с прибытием еврейских поселенцев из движений «Ховевей Цион» и «Билу». Уже в первый год Первой алии, в 1882 году, были заложены Зихрон-Яаков, Ришон-ле-Цион и Рош-Пинна, чуть позже — Экрон (Мазкерет-Батья), Йесуд-ха-Маала, Нес-Циона и Гедера. Строительство мошав продолжалось в 1890-е годы, когда были основаны Реховот, Хадера, Беэр-Товия и Метула. К мошава́м, созданным пионерами Первой алии, относятся также Бат-Шломо, Мишмар-ха-Ярден (разрушен в ходе войны 1947—1949 годов), Маханаим (впоследствии оставлен жителями и возрождён как одноимённый кибуц), Явнеэль, Кфар-Тавор, Кинерет и другие.
Создание первых мошав оказалось сопряжено с серьёзными трудностями как финансового, так и общехозяйственного характера, а отсутствие навыков сельской работы у их основателей приводило к нерентабельности и упадку. Попытки копировать отраслевую структуру окружающих арабских деревень заканчивались неудачей. В итоге для спасения мошав бароном Эдмоном Ротшильдом была создана структура финансовой поддержки, в которую за период с 1883 по 1899 год им было вложено 3,6 млн фунтов стерлингов. На деньги благотворителя нанимались арабские рабочие из окрестных деревень и охранники-черкесы, отраслевая структура копировалась с французских сельскохозяйственных колоний в Алжире и включала виноградарство, табаководство, садоводство, плантации цитрусовых и ароматических культур. Эта структура оказалась не совсем подходящей для палестинских условий и в дальнейшем была модифицирована.
Связи еврейских поселений с иностранным капиталом вызывали опасения у османских властей в Палестине, которые рассматривали их как форпосты французского колониализма. Принимались законы, ограничивающие еврейскую иммиграцию в Палестину, а на местах представители власти ставили бюрократические препоны покупке земель евреями, строительству домов и рытью колодцев. В результате этого отношения властей несколько мошав пришлось переносить с одного места на другое, вместо постоянных домов возводились лёгкие, не приспособленные для жилья времянки, а сами колонисты были часто вынуждены жить в близлежащих городах.
Зависимость поселений от администраторов благотворительной организации Ротшильда и использование наёмного труда вызывали широкую критику и в еврейских кругах (см. Критика и дальнейшая судьба), и в 1900 году управление средствами, которые барон направлял в Палестину, было передано Еврейскому колонизационному обществу (ЕКО). Под управлением ЕКО мошавы́ постепенно обрели рентабельность и финансовую самостоятельность.

## Критика и дальнейшая судьба
Распределение труда в мошава́х критиковалось сторонниками идеологии еврейского труда, составившими костяк Второй алии; по их мнению, использование наёмной рабочей силы противоречило идеям сионизма, включавшим развитие Палестины с помощью созидательного еврейского труда. Кроме того, такое положение способствовало высокой безработице среди палестинских евреев, поскольку труд арабских работников стоил дешевле. Возражения вызывал также факт, что охрана еврейских поселений осуществлялась наёмниками-черкесами, а не самими евреями. Тем не менее мошава оставалась единственной формой еврейских сельскохозяйственных поселений в Палестине до 1907 года, когда начали возникать создаваемые членами Второй алии коллективные хозяйства — кибуцы и моша́вы, и к началу Первой мировой войны в Палестине насчитывалось свыше сорока мошав. Идеологический конфликт между мошава́ми и социалистическими коллективными хозяйствами сохранялся на протяжении десятилетий, и впоследствии население мошав в основном поддерживало сионистов-ревизионистов.
Сельское хозяйство в структуре экономики части мошав постепенно отошло на задний план, и они превратились в полноценные города. Такую трансформацию прошли Петах-Тиква (сохранившая тем не менее за собой прозвище «мать мошавот»), Ришон-ле-Цион, Герцлия, Нес-Циона, Нетания, Раанана, Реховот и Хадера, частично сохранившие историческую одноэтажную застройку с приусадебными участками. Другие мошавы́ сохранили сельскохозяйственный статус, со временем став местными советами. В 1980-е годы в Израиле насчитывалось 46 мошав с общим населением 16 тыс. человек. Некоторые из мошав входили в Объединение земледельцев Израиля.